# Мельников Віктор Валерійович
Ві́ктор Вале́рійович Ме́льников (14 січня 1992 — 5 серпня 2014) — старший солдат Збройних Сил України, учасник російсько-української війни.

## З життєпису
Народився 1992 року в місті Павлоград. Закінчив Новомосковську загальноосвітнью школу № 2 (9 класів); по тому — Новомосковський технікум Національної металургійної академії України. 2011 році поступив на навчання до Дніпропетровської національної металургійної академії.
З вересня 2013-го проходив службу за контрактом в лавах ЗСУ. Водій, 25-а окрема повітряно-десантна бригада.
5 серпня 2014 року близько 4-ї години ранку при виконанні бойового завдання поблизу Орлово-Іванівки підрозділ бригади потрапив у засідку терористів, внаслідок обстрілів з танків Віктор Мельников загинув. Тоді ж загинули від прямого влучення снаряду у бойову машину 2С9 «Нона» (бортовий номер «915») старший лейтенант Руднєв Андрій Володимирович, старший солдат Лащенко Артем Сергійович, молодщий сержант Русєв Сергій В'ячеславович, старший солдат Міщенко Максим Юрійович, солдат Морозюк В'ячеслав Юрійович та солдат Лащенко Максим Сергійович.
8 серпня 2014-го похований у Новомосковську. Залишився маленький син та батьки.

## Нагороди та вшанування
- Указом Президента України № 873/2014 від 14 листопада 2014 року, «за особисту мужність і героїзм, виявлені у захисті державного суверенітету та територіальної цілісності України, вірність військовій присязі», нагороджений орденом «За мужність» III ступеня (посмертно)[3].
- У Новомосковську вулицю Щорса перейменовано на вулицю Віктора Мельникова.
- Рішенням Новомосковської міської ради № 1302 від 24 липня 2020 року присвоєно звання «Почесний громадянин міста Новомосковська» (посмертно)[4].
- На фасаді Новомосковської загальноосвітньої школи № 2, де навчався Віктор, йому було встановлено меморіальну дошку.
- Вшановується в меморіальному комплексі «Зала пам'яті», в щоденному ранковому церемоніалі 5 серпня[5][6].